# Сильва, Давид
Дави́д Хосуэ́ Химе́нес Си́льва (исп. David Josué Jiménez Silva, испанское произношение: [daˈβið ˈsilβa]; род. 8 января 1986, Аргинегин, Канарские острова) — испанский футболист, выступавший на позиции атакующего полузащитника. Чемпион мира (2010) и двукратный чемпион Европы (2008, 2012) в составе сборной Испании.
Воспитанник футбольного клуба «Валенсия». До того, как проявить себя в основной команде клуба, два сезона играл в аренде за «Эйбар» и «Сельту». Проведя за четыре сезона более 150 матчей в составе «Валенсии», в 2010 году перешёл в «Манчестер Сити», где стал одним из ведущих игроков клуба и четырежды выиграл английскую Премьер-лигу, пять раз Кубок Футбольной лиги и два раза Кубок Англии. С 2020 по 2023 год выступал за испанский «Реал Сосьедад».

## Ранние годы
Давид Сильва родился 8 января 1986 году в небольшом городке Аргинегин в юге острова Гран-Канария. Его отец, Фернандо Хименес, является уроженцем Канарских островов, он работал полицейским и в молодости играл в футбол на региональном уровне за полупрофессиональную команду, в которой также выступал будущий игрок сборной Испании Хуан Карлос Валерон. Мать Давида, Эва Сильва, имеет японское происхождение. Из-за своего азиатского происхождения Давид в детстве получил прозвище «Китаец» (исп. El Chino).
Увлечение футболом Сильва унаследовал от отца, в детстве он ходил на матчи и тренировки отца, играл с мячом за пределами поля и много времени проводил, играя в футбол на улице с друзьями. В детской команде Сильва начинал играть вратарём, позднее стал полевым игроком. Подражая своему кумиру Микаэлю Лаудрупу, Давид нашёл своё место на позиции вингера.
В 14 лет Сильву пригласили на просмотр в мадридский «Реал». Он проделал большой путь до столицы, провёл несколько занятий, за которыми лично наблюдал главный тренер клуба, Висенте дель Боске, но команде в итоге не подошёл из-за своего небольшого роста. Через несколько месяцев Давид оказался в молодёжной команде «Валенсии», после того как его заметили на одном из молодёжных турниров. Отец переехал с ним в Валенсию и устроился работать охранником на стадионе.

## Клубная карьера

### «Валенсия»
В 2004 году места в составе «Валенсии» для 18-летнего Сильвы не нашлось, слишком высока была конкуренция, а уровень второй команды он уже перерос. Чтобы молодой футболист получил игровую практику, его отдали в годичную аренду клубу второго испанского дивизиона «Эйбар». Он хорошо вписался в состав этой команды и отыграл за сезон 35 матчей, в которых забил 5 голов. Следующий сезон Сильва вновь провёл в аренде, на этот раз в вернувшейся в элитный дивизион Испании «Сельте». Там он снова был на ведущих ролях, сыграв 34 матча и забив в них 4 гола. Сельта неожиданно заняла 6-е место в турнирной таблицы, ненамного отстав от «Валенсии».
После дебютного сезона в Примере Сильва считался весьма талантливым и перспективным игроком. В 2006 году двадцатилетний Давид уже без всяких проблем закрепился в основном составе «Валенсии», заменив в нём покинувшего команду Пабло Аймара. Дебютный сезон в составе «Валенсии» под руководством Кике Санчеса Флореса он провёл на высоком уровне, появляясь почти в каждом матче Примеры, Кубка Испании и Лиги чемпионов. В общей сложности за сезон Сильва успел сыграть 49 матчей, в которых отличился 8 забитыми голами. 21 июня 2007 года он подписал со своим клубом новый контракт сроком на семь лет.
Сезон 2007/2008 для «Валенсии» и Сильвы выдался очень тяжёлым. Команда демонстрировала крайне слабый уровень, потерпела несколько разгромных поражений, а новый главный тренер Рональд Куман конфликтовал с ведущими игроками команды и, в конечном итоге, выгнал из неё Каньисареса, Ангуло и Альбельду. «Валенсия» финишировала на 10-м месте в чемпионате, но сумела в апреле 2008 года выиграть Кубок Испании, который стал для Сильвы первым клубным трофеем в профессиональной карьере. Несмотря на провальный для команды сезон, Сильва принял участие почти во всех матчах команды и был одним из немногих игроков, кто демонстрировал достаточно высокий уровень, что позволило ему поехать со сборной Испании на чемпионат Европы.
Летом 2008 года «Валенсия» после провального сезона испытывала серьёзные финансовые проблемы, которые усугубились из-за выплаты компенсации уволенному Куману и затратами на строительство нового клубного стадиона. Ожидалось, что некоторые ведущие игроки команды, в том числе Сильва, хорошо показавший себя на победном для сборной Испании чемпионате Европы, перейдут в другие клубы. Наибольший интерес к футболисту проявляли клубы английской Премьер-лиги. Сообщалось, что поступившее от «Манчестер Юнайтед» предложение было отвергнуто руководством «Валенсии», также рассматривали вопрос приобретения испанца в «Ливерпуле» и «Тоттенхэме». В августе Давид подписал со своим клубом новый, более выгодный контракт сроком на пять лет, заявив тем самым о своём желании остаться в «Валенсии».
30 августа 2008 года, в первом матче нового сезона Примеры, Сильва повторно травмировал левую лодыжку. Физиотерапия не помогла, и в сентябре футболисту была сделана операция, после которой он восстанавливался три месяца. 3 января 2009 года, впервые появившись в основном составе «Валенсии» после травмы, Сильва забил два гола в ворота «Атлетико Мадрид», что позволило его команде победить со счётом 3:1. Газета Marca написала, что Сильва изменил облик «Валенсии», а издание El País приписало ему одному все заслуги в победе команды. Давид быстро вернул форму и всю оставшуюся часть сезона провёл в основном составе «Валенсии». На очередной всплеск интереса к нему со стороны других клубов летом 2009 года президент «Валенсии» Мануэль Льоренте заявил, что Сильва не продаётся. Больше других приобрести испанского полузащитника стремился английский «Ливерпуль», предлагавший за него 25 млн фунтов.

### «Манчестер Сити»
30 июня 2010 года было объявлено о переходе Давида в «Манчестер Сити». Сумма трансфера составила 28,5 миллионов евро. Контракт был рассчитан на пять лет. В Манчестере Сильва раскрылся по новому, буквально влюбив в себя фанатов «горожан». Пару Тевес—Сильва специалисты признали одной из самых грозных в английской Премьер-лиге. В сезоне 2011/2012 в «Сити» пришли такие мастера, как Серхио Агуэро и Самир Насри, но Давид не только не затерялся в этой звездной компании, но и стал выделяться на их фоне, тем самым получив в сентябре 2011 года звание «Лучший игрок месяца в Премьер-лиге». В августе 2014 года футболист продлил контракт с «Манчестер Сити» ещё на пять лет. В «Манчестер Сити» Давид обладал статусом ключевого игрока. Хорошо взаимодействовал с нападающими, регулярно создавая опасность у ворот соперника. В декабре 2017 года Сильва какое-то время не участвовал в матчах из-за проблем со здоровьем у его ребёнка: «У меня появился сын Матео. Он родился экстремально недоношенным и каждый день борется за жизнь с помощью врачей». 11 мая 2018 года Матео был выписан из больницы. 26 июня 2019 года Сильва объявил, что покинет «Манчестер Сити» летом 2020 года.

### «Реал Сосьедад»
17 августа 2020 года в качестве свободного агента подписал двухлетнее соглашение с испанским клубом «Реал Сосьедад».
27 июля 2023 года Давид Сильва объявил о завершении карьеры в связи с разрывом крестообразных связок.

## Карьера в сборной
В 2003 году на чемпионате мира среди юношеских команд Давид стал обладателем «Бронзового мяча» и помог своей команде дойти до финала. На молодёжном чемпионате мира 2005 года Сильва забил четыре гола и помог сборной Испании дойти до 1/8 финала турнира.
Давид дебютировал в национальной сборной Испании в товарищеском матче против Румынии 15 ноября 2006 года. Он также сыграл в победном матче против Англии. Показав хорошую игру в первых матчах, Сильва сохранил место в сборной. В товарищеском матче против Греции 22 августа 2007 года, завершившемся победой испанцев со счётом 3:2, Сильва забил 2 гола. Участвовал в триумфальном для испанской сборной чемпионате Европы 2008 года, в полуфинальном матче против команды России, окончившемся со счётом 3:0 в пользу испанцев, забил третий гол на 82-й минуте.
Отборочные матчи к чемпионату Европы 2012 года Сильва провёл с блеском, забив 4 мяча в 7 проведенных матчах. Кроме того сделал несколько голевых передач. Таким образом, Давид Сильва стал вторым бомбардиром сборной после Давида Вильи в этом отборочном цикле, обойдя по количеству мячей Фернандо Торреса и Фернандо Льоренте, которые, в отличие от Сильвы, являются нападающими. В финале Евро-2012 Сильва забил первый гол в ворота сборной Италии. Матч закончился в пользу Испании со счётом 4:0. Также отличились: Жорди Альба, Фернандо Торрес и Хуан Мата.
13 августа 2018 года после чемпионата мира в России в возрасте 32 лет завершил карьеру в национальной сборной в статусе четвертого бомбардира команды в истории .

## Характеристика игрока
При игре по схеме 4-3-3 с одним ярко выраженным нападающим и двумя фланговыми полузащитниками атакующего плана Сильва часто выполняет функции вингера. Хотя Давид — левша, он может играть как на левом, так и на правом фланге, предпочитая действовать в манере инсайда, то есть по мере приближения к воротам соперника смещаться в центр, где его высокая скорость и хороший дриблинг позволяют эффективно действовать против более медленных центральных защитников, вместо того, чтобы в традиционной для игроков этого амплуа манере осуществлять прорыв по флангу с последующим навесом или прострелом в центр. Однако при такой манере игры Сильвы фланговым защитникам приходится закрывать фланг, когда Давид уходит в центр, создавая брешь в обороне.
С другими игровыми построениями, в которых плотность атакующей линии выше (например, при игре с двумя нападающими или с ярко выраженным центральным атакующим полузащитником), роль фланговых полузащитников меняется. В этом случае Сильва часто занимает место в центре под нападающими, действуя в более компактном пространстве, но выполняя по сути те же функции диспетчера, создающего возможности для атак партнёров по команде. Сам Давид заявлял, что игра в центре для него предпочтительнее, во-первых, с этой позиции у него больше возможностей, чтобы самому забивать голы, а во-вторых, он менее отягощён оборонительными функциями, которые неизбежно приходится выполнять на фланге.
Сильва входил в число элитных плеймейкеров Премьер-лиги. Он отличался хорошим видением поля и высоким мастерством паса. В сезоне 2011/2012 Сильва отдал 15 голевых передач, став лидером Премьер-лиги по этому показателю. В середине сезона 2013/2014 он лидировал в Англии по количеству сделанных передач (78,94 в среднем за 90 минут игрового времени), при этом до адресата доходило 88 % всех его передач. В сезоне 2013/2014 на счету Давида было 86 созданных для партнёров голевых возможностей, больше него в «Манчестер Сити» сделал только Самир Насри (92).

## Достижения

### Командные
«Валенсия»
- Обладатель Кубка Испании: 2007/08

«Манчестер Сити»
- Чемпион Англии (4): 2011/12, 2013/14, 2017/18, 2018/19
- Обладатель Кубка Англии (2): 2010/11, 2018/19
- Обладатель Суперкубка Англии (3): 2012, 2018, 2019
- Обладатель Кубка Футбольной лиги (5): 2013/14, 2015/16, 2017/18, 2018/19, 2019/20

«Реал Сосьедад»
- Обладатель Кубка Испании: 2019/20

Сборная Испании
- Чемпион Европы (2): 2008, 2012
- Чемпион мира: 2010

### Личные
- Игрок месяца английской Премьер-лиги: сентябрь 2011
- Лучший ассистент Премьер-лиги: 2011/12[34]
- Входит в состав символической сборной по итогам чемпионата Европы 2012 года по версии УЕФА
- Входит в состав команды года по версии ПФА (3): 2011/12, 2017/18, 2019/20
- Входит в символическую сборную сезона по версии European Sports Media: 2017/18
- Лучший ассистент чемпионата Европы 2012[37]

## Статистика
| Выступление      | Выступление      | Выступление      | Чемпионат | Чемпионат | Кубки | Кубки | Еврокубки | Еврокубки | Прочие | Прочие | Итого | Итого |
| Клуб             | Лига             | Сезон            | Игры      | Голы      | Игры  | Голы  | Игры      | Голы      | Игры   | Голы   | Игры  | Голы  |
| ---------------- | ---------------- | ---------------- | --------- | --------- | ----- | ----- | --------- | --------- | ------ | ------ | ----- | ----- |
| → Эйбар          | Сегунда          | 2004/05          | 35        | 4         | 0     | 0     | 0         | 0         | 0      | 0      | 35    | 4     |
| → Эйбар          | Итого            | Итого            | 35        | 4         | 0     | 0     | 0         | 0         | 0      | 0      | 35    | 4     |
| → Сельта         | Примера          | 2005/06          | 34        | 4         | 0     | 0     | 0         | 0         | 0      | 0      | 34    | 4     |
| → Сельта         | Итого            | Итого            | 34        | 4         | 0     | 0     | 0         | 0         | 0      | 0      | 34    | 4     |
| Валенсия         | Примера          | 2007/08          | 34        | 5         | 8     | 1     | 8         | 1         | 0      | 0      | 50    | 7     |
| Валенсия         | Примера          | 2006/07          | 36        | 4         | 4     | 2     | 11        | 3         | 0      | 0      | 51    | 9     |
| Валенсия         | Примера          | 2008/09          | 19        | 4         | 5     | 1     | 3         | 1         | 0      | 0      | 27    | 6     |
| Валенсия         | Примера          | 2009/10          | 30        | 8         | 2     | 1     | 8         | 1         | 0      | 0      | 40    | 10    |
| Валенсия         | Итого            | Итого            | 119       | 21        | 19    | 5     | 30        | 6         | 0      | 0      | 168   | 32    |
| Манчестер Сити   | Премьер-лига     | 2010/11          | 35        | 4         | 8     | 1     | 10        | 1         | 0      | 0      | 53    | 6     |
| Манчестер Сити   | Премьер-лига     | 2011/12          | 36        | 6         | 3     | 0     | 10        | 2         | 0      | 0      | 49    | 8     |
| Манчестер Сити   | Премьер-лига     | 2012/13          | 32        | 4         | 6     | 1     | 3         | 0         | 0      | 0      | 41    | 5     |
| Манчестер Сити   | Премьер-лига     | 2013/14          | 27        | 7         | 7     | 0     | 6         | 1         | 0      | 0      | 40    | 8     |
| Манчестер Сити   | Премьер-лига     | 2014/15          | 32        | 12        | 4     | 0     | 6         | 0         | 0      | 0      | 42    | 12    |
| Манчестер Сити   | Премьер-лига     | 2015/16          | 24        | 2         | 4     | 0     | 8         | 2         | 0      | 0      | 36    | 4     |
| Манчестер Сити   | Премьер-лига     | 2016/17          | 34        | 4         | 4     | 2     | 7         | 2         | 0      | 0      | 45    | 8     |
| Манчестер Сити   | Премьер-лига     | 2017/18          | 29        | 9         | 4     | 1     | 7         | 0         | 0      | 0      | 40    | 10    |
| Манчестер Сити   | Премьер-лига     | 2018/19          | 33        | 6         | 8     | 1     | 9         | 3         | 0      | 0      | 50    | 10    |
| Манчестер Сити   | Премьер-лига     | 2019/20          | 27        | 6         | 9     | 0     | 4         | 0         | 0      | 0      | 40    | 6     |
| Манчестер Сити   | Итого            | Итого            | 309       | 60        | 57    | 6     | 70        | 11        | 0      | 0      | 436   | 77    |
| Реал Сосьедад    | Примера          | 2020/21          | 21        | 2         | 1     | 0     | 5         | 0         | 0      | 0      | 27    | 2     |
| Реал Сосьедад    | Примера          | 2021/22          | 25        | 2         | 3     | 0     | 4         | 0         | 0      | 0      | 32    | 2     |
| Реал Сосьедад    | Примера          | 2022/23          | 27        | 2         | 1     | 0     | 5         | 1         | 0      | 0      | 33    | 3     |
| Реал Сосьедад    | Итого            | Итого            | 73        | 6         | 5     | 0     | 14        | 1         | 0      | 0      | 92    | 7     |
| Всего за карьеру | Всего за карьеру | Всего за карьеру | 570       | 95        | 81    | 11    | 114       | 18        | 0      | 0      | 765   | 124   |